# Distretto elettorale di Uukwiyu
Il distretto elettorale di Uukwiyu è un distretto elettorale della Namibia situato nella Regione dell'Oshana con 12.092 abitanti al censimento del 2011. Il capoluogo è la città di Uukwiyu.